# Li Wenliang
Li Wenliang, kinesiska: 李文亮, född 12 oktober 1986 i Beizhen, död 7 februari 2020 i Wuhan, var en kinesisk ögonläkare. Han var en av de första läkarna i Kina som varnade om en ny okänd SARS-liknande sjukdom, covid-19, som började spridas i Wuhan i december 2019 (coronavirusutbrottet 2019–2021). Han avled efter att ha blivit smittad av en patient.

## Biografi

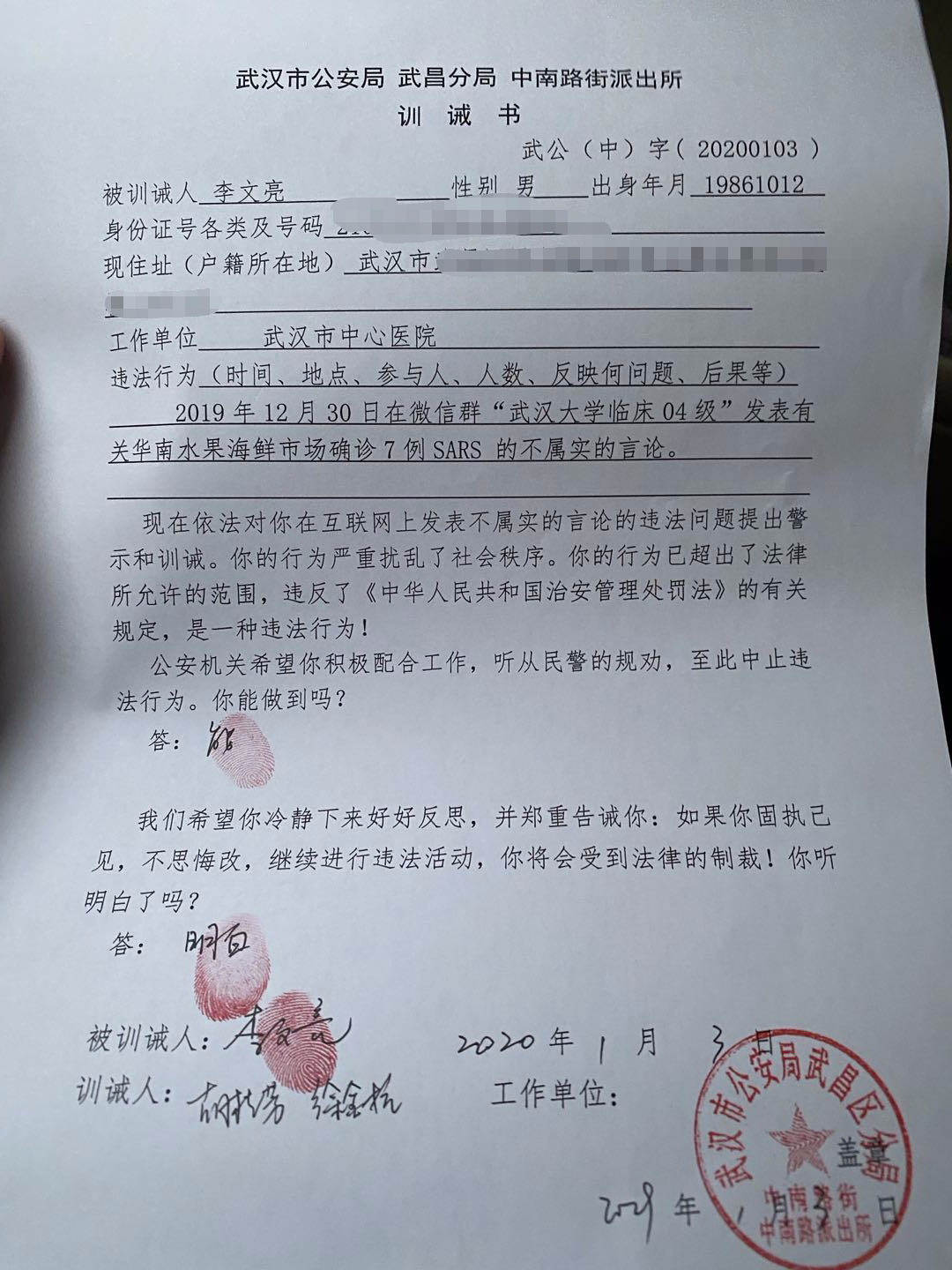
Dokument från polisen i Wuhan där Li Wenliang beordras att upphöra "sprida rykten", underskrivet av Li Wenliang. Han laddade senare själv upp fotografiet av brevet på sin användarsida på Sina Weibo.

Li Wenliang utbildade sig inom klinisk medicin vid Wuhans universitet i Wuhan. Efter utbildningen arbetade han i Xiamen, innan han 2014 anställdes som oftalmolog vid Wuhans centralsjukhus.
I en privat WeChat-grupp delade Wenliang den 30 december 2019 ett meddelande om att sju fall av SARS hittats vid en matmarknad i Wuhan. Gruppen innehöll andra läkare och tidigare klasskamrater till Wenliang, många som likt honom bodde och arbetade i Wuhan. Han anklagades därefter av de lokala polismyndigheterna i Wuhan för att "sprida rykten" och "falsk information" på internet som "skadar samhällets stabilitet". Efter påtryckningar från polismyndigheten skrev Wenliang under ett dokument om erkännande. Även sju andra personer anklagades på samma sätt av polisen. Dessa fall visade sig vara några av de första fallen av sjukdomen covid-19, som orsakas av severe acute respiratory syndrome coronavirus 2 (SARS-CoV-2) som är en tidigare okänd virusstam inom virusarten SARS-CoV. En av anledningarna till oron över nya fall av SARS var utbrottet 2003−2004, som skedde i den kinesiska provinsen Guangdong och orsakade omkring 8 000 sjukdomsfall och 750 dödsfall.
Dr Li smittades själv av en patient och visade symptom i form av hosta den 10 januari. Efter detta flyttade han in på ett hotellrum för att undvika att smitta sitt barn och sin gravida hustru. Den 12 januari blev han inlagd på sjukhus. Hans tillstånd försämrades kraftigt inom några dagar och han flyttades till intensivvården, där han fick andningshjälp. Den 1 februari bekräftade ett prov att han var smittad av SARS-CoV-2.
Han avled i sjukdomen covid-19 den 7 februari 2020, 33 år gammal. Dagarna före sin död uttalade han sig om att det borde finnas mer öppenhet och transparens, samt att han trodde att epidemin hade kunnat bemästrats bättre, om tjänstemän släppt mer information tidigare. Hans föräldrar blev också smittade av viruset, men tillfrisknade och överlevde.

## Reaktioner efter insjuknande och död
Li Wenliangs insjuknande och död orsakade reaktioner i både Kina och omvärlden. Många kinesiska medborgare skrev om händelsen på sociala medier och uttryckte sorg och ilska samt kritik mot myndigheterna. Dagen när han dog var ämnet det mest lästa på den kinesiska mikrobloggsidan Sina Weibo. Viss information och diskussion kring fallet censurerades av kinesiska myndigheter, en censur som sedan gradvis trappades upp under de efterföljande dagarna.
Många invånare i Wuhan lämnade blommor för att hedra Li Wenliang utanför sjukhuset där han arbetat.